# Faisal Al-Ghamdi
Faisal Al-Ghamdi, né le 13 août 2001 à Dammam, est un footballeur international saoudien qui joue au poste de milieu de terrain à Al-Ittihad.

## Carrière

### En club
Formé au Ettifaq FC, il signe son premier contrat pro le 12 décembre 2019. Il fait ses débuts le 11 mai 2022 lors d'une défaite 2-0 contre Al-Hilal. 

### En sélection
Avec les moins de 20 ans, il fait partie de l'équipe qui s'est qualifiée au Championnat d'Asie des moins de 19 ans en 2020. Il fait deux apparitions lors des qualifications. Il fait partie également de l'équipe qui a disputé le championnat arabe des moins de 20 ans dans la même année. 
Avec la sélection olympique, il participe aux Jeux de la solidarité islamique de 2021 qui se sont joués en 2022. Il fait 4 apparitions et les Saoudiens terminent deuxième.